# Tượng đài Hoàng thân Józef Poniatowski, Warszawa

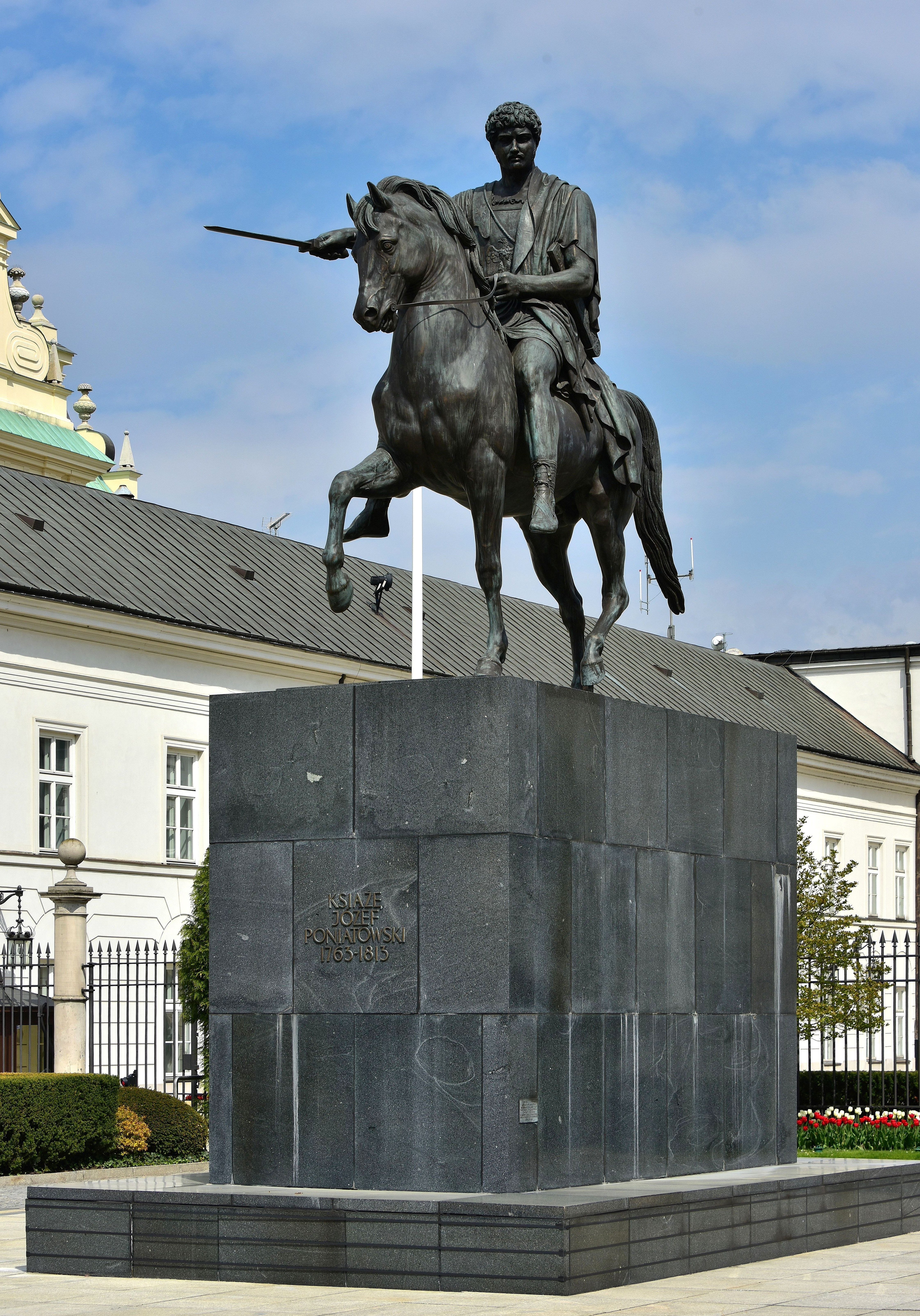
Đài tưởng niệm Hoàng tử Józef Poniatowski ở Warsaw, Ba Lan (2019)

Đài tưởng niệm Hoàng tử Józef Poniatowski ở Warsaw (tiếng Ba Lan: Pomnik księcia Józefa Poniatowskiego w Warszawie) là một trong những tượng đài nổi tiếng tọa lạc tại số 46/48 Phố Krakowskie Przedmieście, Warsaw, Ba Lan.

## Thiết kế
Tượng đài khắc họa hình ảnh Hoàng tử Józef Poniatowski (1763–1813) đang cưỡi ngựa và cầm một thanh kiếm trên tay phải. Hình tượng hoàng tử được mô phỏng theo Tượng đài Hoàng đế Marcus Aurelius ở Đồi Capitolium (Roma, Ý).

## Lược sử hình thành
Tầng lớp quý tộc Ba Lan đã kiến nghị việc xây dựng Tượng đài. Đơn vị xây dựng do Adam Jerzy Czartoryski chịu trách nhiệm. Tượng đài sau đó được uỷ thác cho nhà điêu khắc người Đan Mạch Bertel Thorvaldsen thực hiện. Tháng 8 năm 1831, xưởng đúc của nghệ nhân Klaudiusz và Emil Gregoire trên Phố Długa ở Warsaw hoàn thành chế tạo một khuôn đúc bằng đồng dành cho Tượng đài. Do những bất ổn về chính trị, Tượng đài bị di dời đến nhiều nơi như: Pháo đài Modlin, Dęblin (vào năm 1940) hay Cung điện Paskevich ở Gomel (vào năm 1942). Tượng đài bị phá bỏ vào năm 1917.
Tháng 3 năm 1922, Tượng đài được khôi phục lại tại Ba Lan theo Hiệp ước Riga. Tuy nhiên, Tượng đài bị Đức Quốc xã cho nổ tung sau cuộc Khởi nghĩa Warsaw vào ngày 16 tháng 12 năm 1944.
Tượng đài hiện nay là tác phẩm điêu khắc được thực hiện trong giai đoạn 1948–1951, dựa trên một mô hình tại Bảo tàng Thorvaldsen ở Copenhagen, được Vương quốc Đan Mạch tặng cho Warsaw.
Mảnh vỡ của Tượng đài ban đầu được trưng bày trong Công viên Wolności tại Bảo tàng Khởi nghĩa Warsaw.